# غونزالو سباستيان غارسيا
غونزالو سباستيان غارسيا (بالإسبانية: Gonzalo Sebastián García)‏ (6 فبراير 1987 ببوينس آيرس في الأرجنتين - ) هو لاعب كرة قدم أرجنتيني في مركز الظهير. شارك مع منتخب الأرجنتين تحت 20 سنة لكرة القدم. أما مع النوادي، فقد لعب مع أوليمبو ونادي راسينغ وهوراكان ونادي ألميرانته براون وأتليتكو بلاتينسي ‏.

## وصلات خارجية
- غونزالو سباستيان غارسيا على موقع قاعدة بيانات كرة القدم.إي يو (الإنجليزية)
- غونزالو سباستيان غارسيا على موقع Soccerway.com (الإنجليزية)